# Miramar (Hawana)
Miramar – dzielnica Hawany położona na zachód od centrum miasta, nad wybrzeżem Zatoki Meksykańskiej, na zachodnim brzegu rzeki Almendares.
Dzielnica powstała w latach 20.–50. XX wieku. Zabudowę w dużej mierze stanowią wille, przed rewolucją kubańską (1959) zamieszkane przez najzamożniejszą część hawańskiego społeczeństwa, w tym licznych obcokrajowców. Poza rezydencjami znajdowały się tutaj ekskluzywne obiekty rekreacyjne, w tym przystanie jachtowe, kluby golfowe, tory wyścigów konnych czy kasyna. Wielu mieszkańców dzielnicy opuściło kraj wkrótce po objęciu władzy przez Fidela Castro, a pozostawione przez nich nieruchomości zostały zarekwirowane przez rząd i przeznaczone m.in. pod mieszkalnictwo komunalne. W następstwie otwarcia kraju dla zagranicznych turystów w latach 90. XX wieku, w Miramar otwartych zostało kilka luksusowych hoteli.
Przez całą długość dzielnicy prowadzi Quinta Avenida (5. aleja) – szeroka, zadrzewiona aleja z deptakiem biegnącym pomiędzy dwoma jezdniami, stanowiąca przedłużenie bulwaru Malecón. Na terenie Miramar swoje siedziby mają liczne ambasady, wiele z nich zajmuje luksusowe wille. Ambasada rosyjska (pierwotnie radziecka) mieści się w brutalistycznym gmachu, z górującą nad okolicą 135-metrową wieżą. Do atrakcji turystycznych należy akwarium narodowe (Acuario Nacional de Cuba) oraz muzeum mieszczące makietę miasta. Kościół Jezusa w Miramar jest drugim co do wielkości na Kubie.
Nazwa Miramar oznacza w języku hiszpańskim „spójrz na morze”.

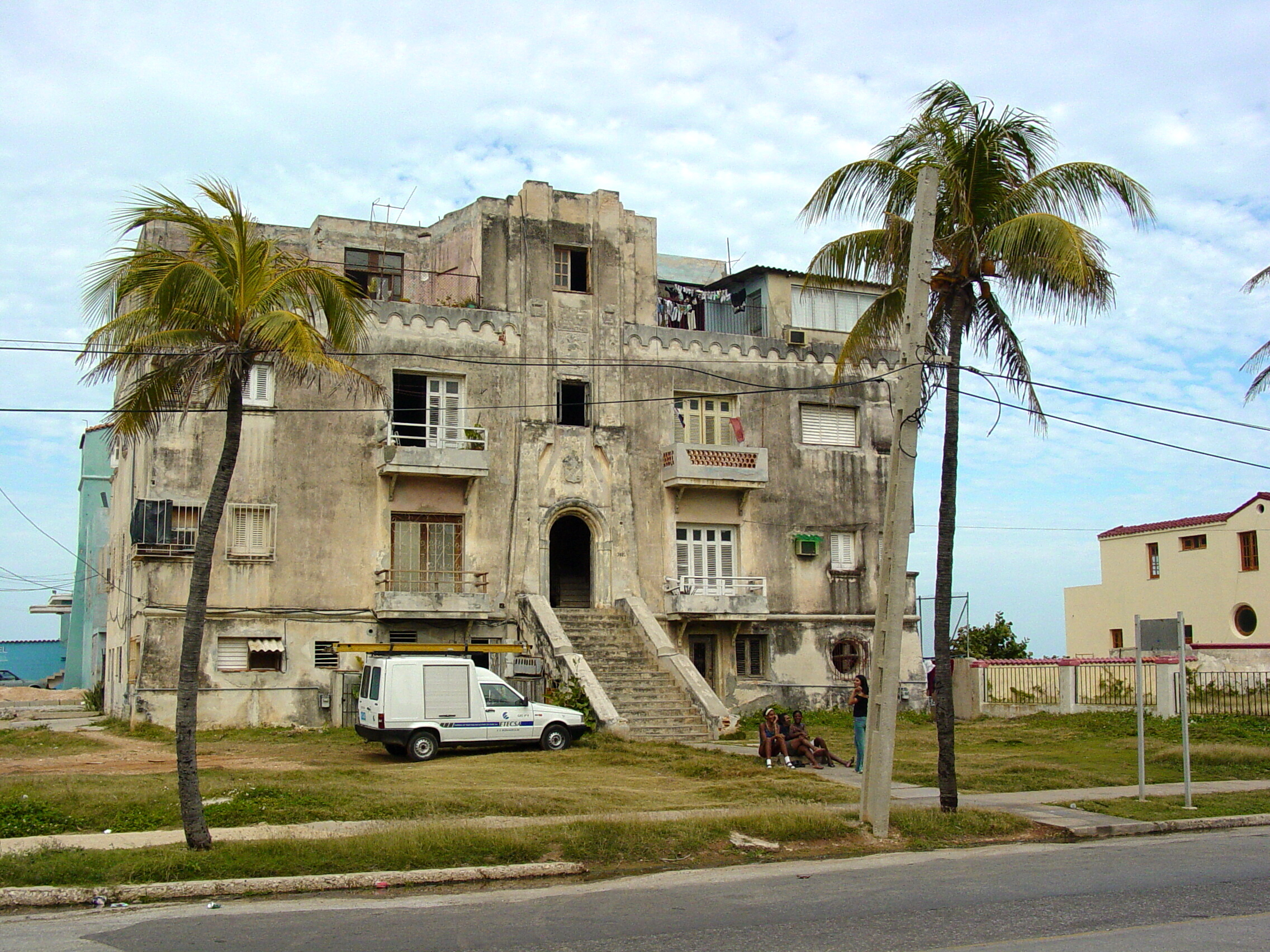
Zaniedbana willa w Miramar
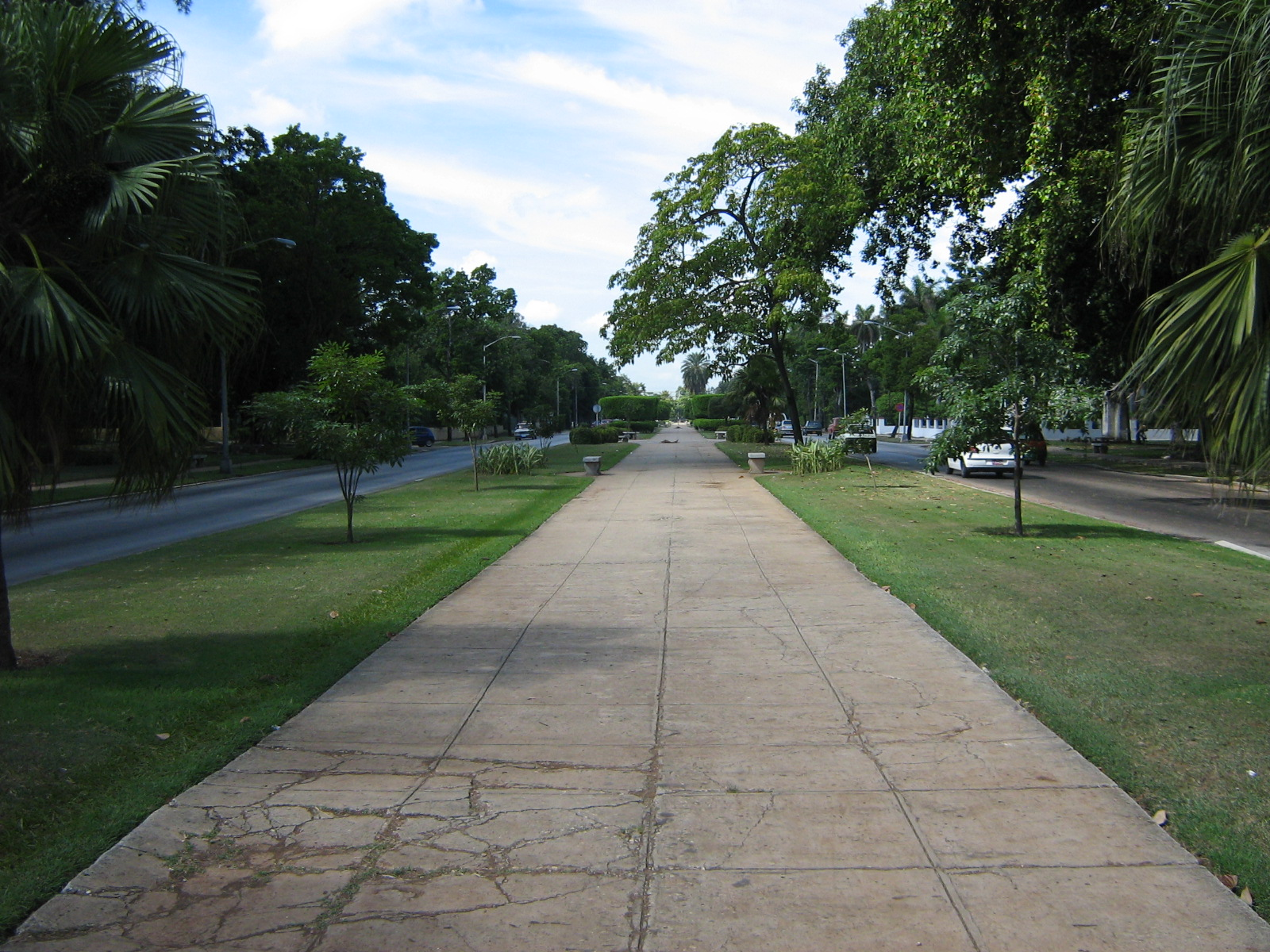
Quinta Avenida
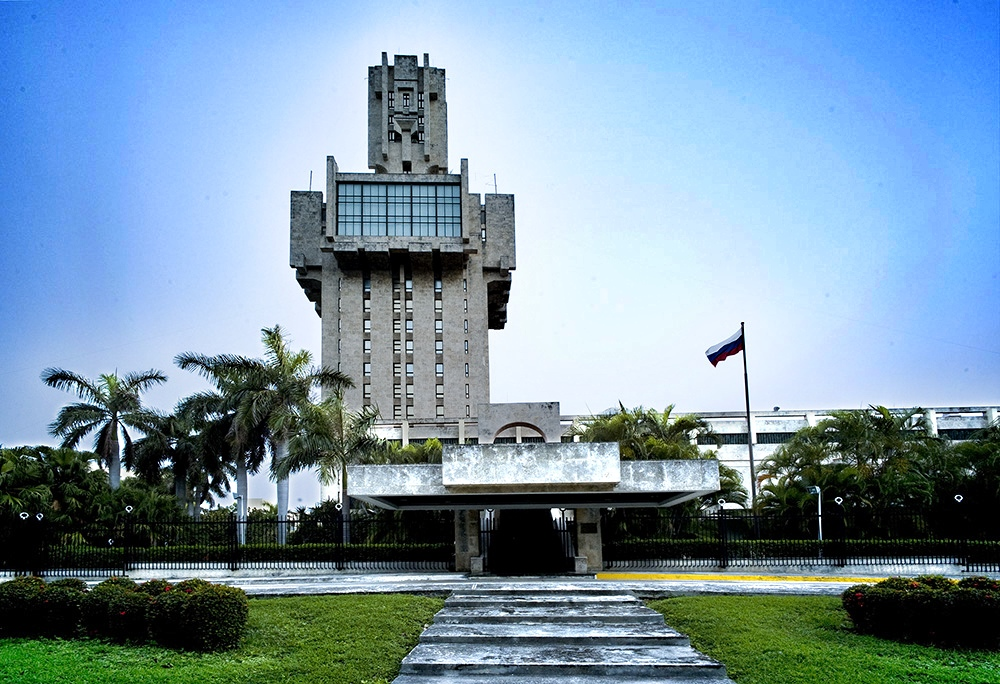
Ambasada Rosji(inne języki)
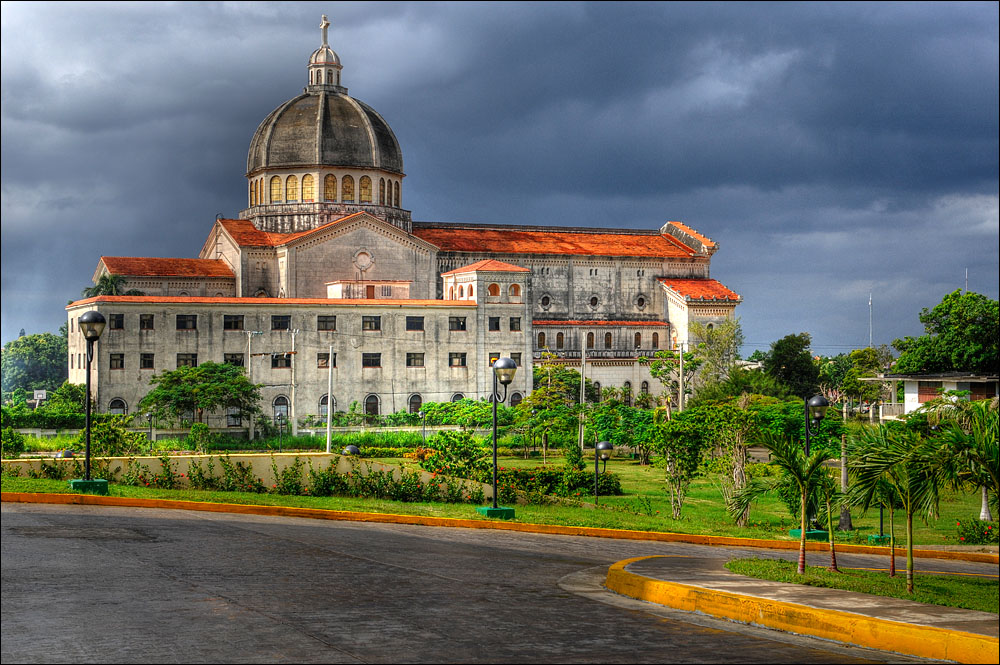
Kościół Jezusa w Miramar(inne języki)